# Bodianus diana
Bodianus diana är en fiskart som först beskrevs av Lacepède, 1801.  Bodianus diana ingår i släktet Bodianus och familjen läppfiskar. IUCN kategoriserar arten globalt som livskraftig. Inga underarter finns listade.

## Bildgalleri

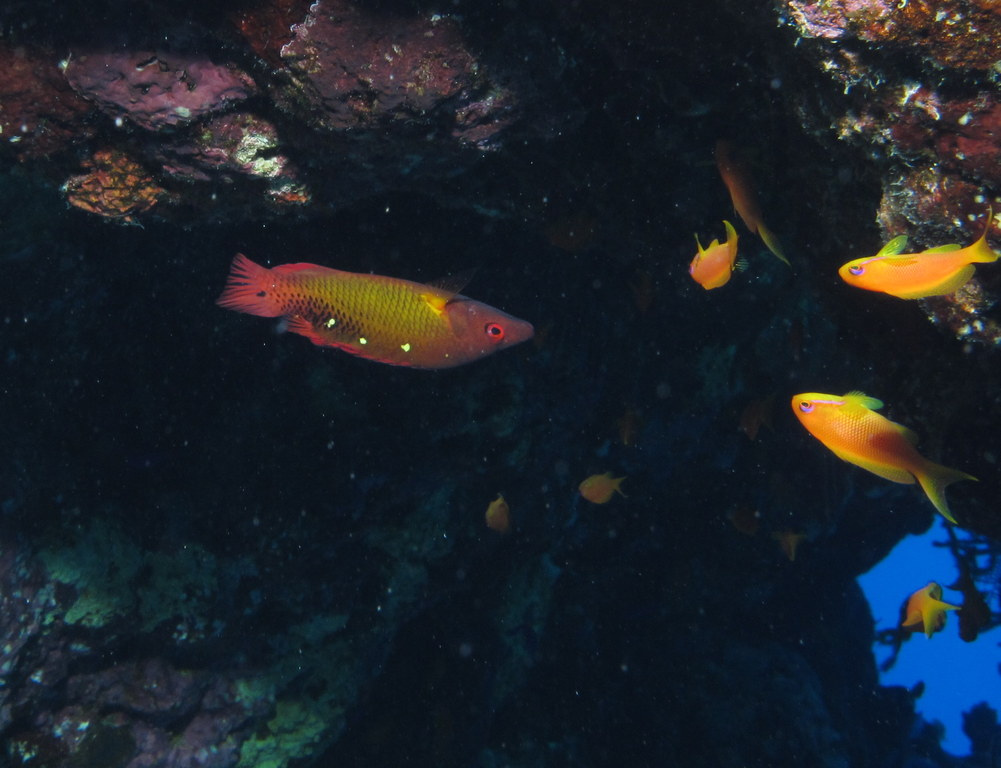
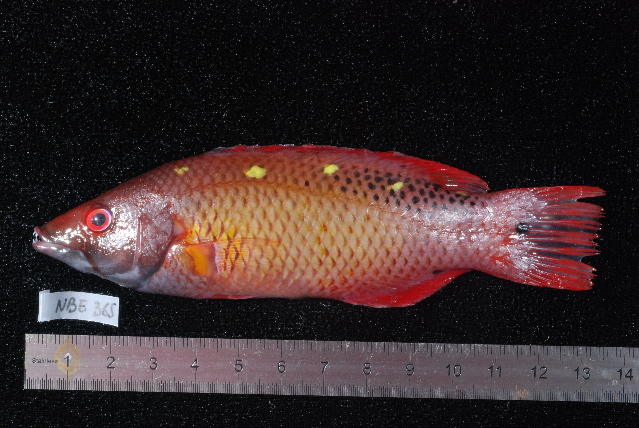